# The Perishers
The Perishers sono un gruppo musicale svedese indie rock. La band nacque nel 1997 composta da sei membri, ma dal 2001 è composta da 4 membri ovvero: Ola Klüft (voce, chitarrista), Martin Gustafson (tastierista, voce di coro), Pehr Åström (bassista) e Thomas Hedlund (batterista).
Sebbene non abbiano avuto un significativo successo commerciale, hanno comunque molti fan sparsi per tutta l'Europa e il Nord America, soprattutto. Molte delle loro canzoni sono state inserite in episodi di popolari serie tv americane come The OC, One Tree Hill, Greek - La confraternita e, più significativamente, in Veronica Mars, dove "Sway" viene ballata da Logan e Veronica, in una puntata della seconda stagione. Il brano "Nothing Like You and I" fa parte della colonna sonora del film "London" diretto da Hunter Richards, uscito nel 2005.
Recentemente la loro canzone My Heart è stata usata negli spot della Saturno Sedan così come in un episodio della seconda stagione del telefilm Kyle XY. Un'altra loro canzone, Trouble Sleeping, è stata usata in uno spot per la serie tv Grey's Anatomy mentre è possibile ascoltare Come Out of the Shade nello stesso episodio.

## Discografia

### Album studio
- From Nothing to One (2002)
- Let There Be Morning (2003)
- Victorious (2007)

### EP
- Sway EP (2005)
- Pills (Live) EP (2005)

### Album dal vivo
- The Perishers Live (2005)

### Altri
- Demo (2000)

### Singoli
- The Night
- My Home Town
- When I Wake Up Tomorrow
- In the Blink of an Eye
- Sway
- Let There Be Morning
- Pills feat. Sarah McLachlan (live)
- Trouble Sleeping
- Carefree
- Come out of the Shade
- Victorious

### Canzoni non presenti negli album
- Not Anymore
- Our Days Are Here
- All Wrong
- Blur
- Honestly
- Sleep Tight

### Cover
- Blue Christmas
- When Tomorrow Comes